# 글러브 엔터테인먼트의 음반
이 문서는 글러브 엔터테인먼트에서 발매한 음반 목록이다.

## 2010년대
- 2016년 10월 3일 박효신 - I am A Dreamer
- 2017년 10월 13일 정재일 - 끝내 바다에[1]
- 2018년 1월 1일 박효신 - [Digital Single] 겨울소리
- 2018년 4월 30일 박효신 - [Digital Single] 별 시[2]
- 2018년 7월 8일 박효신 - 미스터 션샤인 OST Part.1[3]
- 2019년 3월 10일 박효신 - [Digital Single] 바람이 부네요[4]
- 2019년 3월 12일 정재일 - [Digital Single] 대한이 살았다
- 2019년 5월 6일 박효신 - [Digital Single] Goodbye
- 2019년 5월 30일 정재일 - 기생충
- 2019년 6월 29일 박효신 - [Digital Single] 연인